# Allophylus heterophyllus
Allophylus heterophyllus är en kinesträdsväxtart som först beskrevs av Jacques Cambessèdes, och fick sitt nu gällande namn av Ludwig Radlkofer. Allophylus heterophyllus ingår i släktet Allophylus och familjen kinesträdsväxter. Inga underarter finns listade i Catalogue of Life.